# Neivamyrmex diversinodis
Neivamyrmex diversinodis é uma espécie de formiga do gênero Neivamyrmex.